# CSI: Кіберпростір
CSI: Кіберпростір (англ. CSI: Cyber) — американський телесеріал телерадіомережі CBS. Серіал є спіноф серіалу «CSI: Місце злочину» та CSI медіафраншизи. Серіал повинен був вийти у сезоні 2014–2015 років, згодом було повідомлено про початок показу у січні 2015 і остаточно перенесено на 4 березня 2015 року. В Україні серіал транслювався на каналах ICTV2 та НТН.

## Концепція
Про запуск нової спіноф франшизи оголосили 18 лютого 2014 року[джерело?].
У відділенні ФБР в Куантіко, Вірджинія створено відділ по боротьбі з кіберзлочинністю на чолі з спеціальним агентом Ейвері Райан, яка є шанованим кібер-психологом. Старшому спеціальнольному агенту Елії Мундо доручено розкривати вбивства, кіберкрадіжки, сексуальні злочини, шантаж. Пілотна серія вийшла в ефір 30 квітня 2014 року у 14 сезоні «CSI: Місце злочину» під назвою «CSI: Cyber». 10 травня 2014 року серіал офіційно придбав телеканал CBS. Він був проданий британському Channel 5, канадському CTV, австралійському Network Ten, новозеландському Prime, AXN в Азії, Латинській Америці.
Саундтреком серіалу є пісня I Can See for Miles гурту The Who.

## Актори
- Патриція Аркетт — Д-р Ейвері Райан, кібер-психолог
- Джеймс Ван Дер Бік — Еллія Мундо, старший спеціальний агент
- Петер МакНікол — Ставрос Сіфтер, асистент директора
- Чарлі Конц — Даніель Грумміц, технічний спеціаліст
- Шед Мосс  — Броді Нельсон, кібер-хакер
- Гейлі Кійоко — Равен Рамірез, технічний спеціаліст медіа
- Люк Перрі — Нік Далтон, колишній агент
- Тед Денсон (2 сезон) — Д. Б. Рассел, керівник новітньої кіберкриміналістики